# کالویان چاکاروف
کالویان چاکاروف (بلغاری: Калоян Чакъров؛ زادهٔ ۱۷ فوریهٔ ۱۹۷۱) بازیکن فوتبال اهل بلغارستان است.